# Lisa Ann

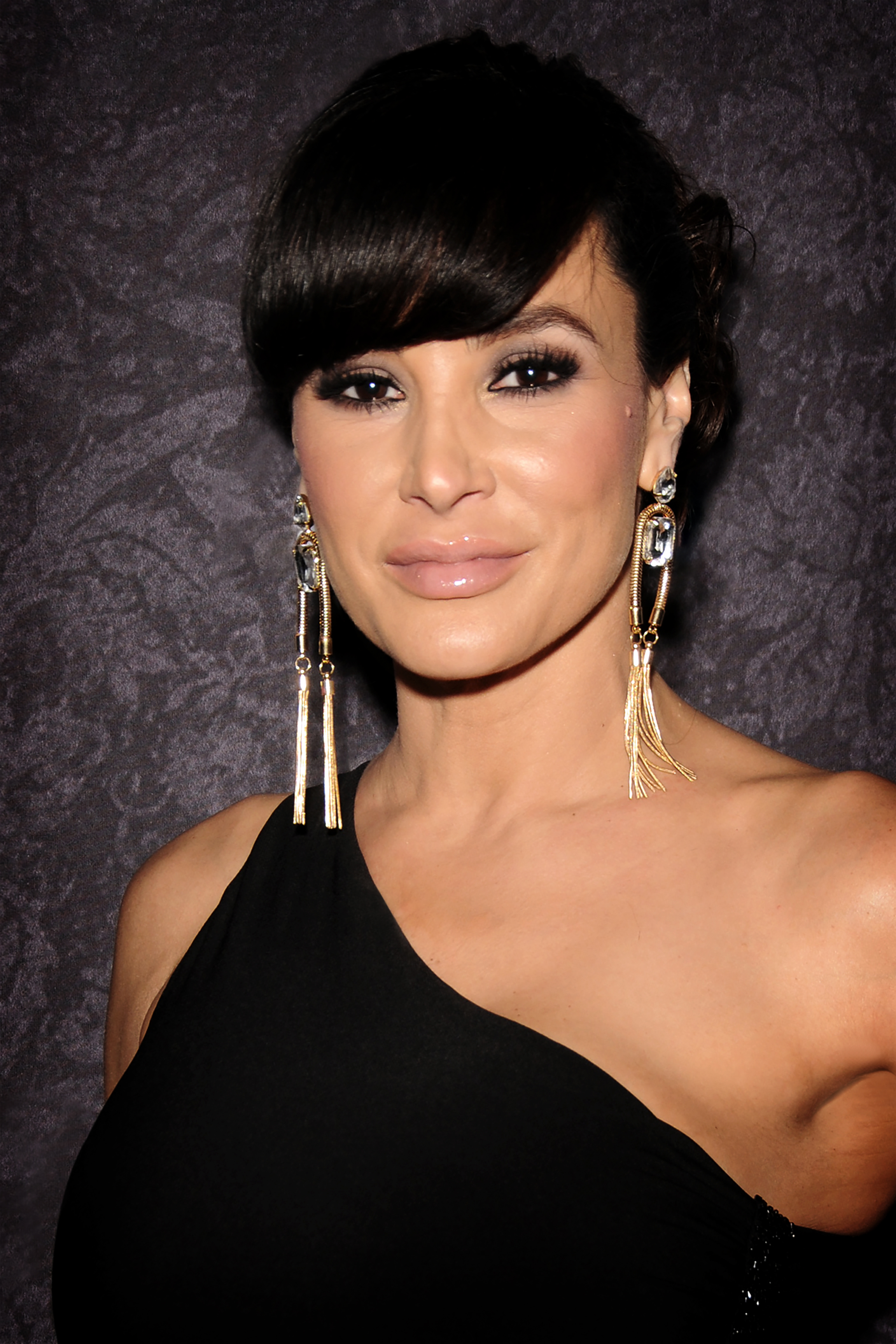
Lisa Ann (2014)

Lisa Ann (* 9. Mai 1972 in Easton, Pennsylvania; bürgerlich Lisa Ann Corpora) ist eine US-amerikanische Pornodarstellerin. Sie war zunächst von 1994 bis 1997 sowie von 2006 bis 2014 in der Branche aktiv und wird als berühmteste Darstellerin ihrer Zeit angesehen. Im Januar 2018 kündigte sie ihre Rückkehr als Pornodarstellerin an.
Für ihre Rückkehr im Jahr 2006 wurde Ann mit einem XRCO Award ausgezeichnet. Danach erhielt sie ab 2009 zweimal den AVN Award, den XRCO Award, den F.A.M.E. Award, den XBIZ Award, zweimal den Urban X Award, zweimal den NightMoves Award und einmal den XFANZ Award, insgesamt zehn Auszeichnungen zur MILF des Jahres. In den Jahren 2009, 2011 und 2013 wurde sie jeweils in die AVN, die Urban X Award und die XRCO Hall of Fame aufgenommen.

## Leben
Lisa Ann hat, von einer frankokanadischen Großmutter abgesehen, italienische Wurzeln und wuchs in ihrem Geburtsort Easton in Pennsylvania auf. Bereits ab dem Alter von 16 Jahren arbeitete sie mithilfe eines gefälschten Ausweises zunächst als Gogo-Tänzerin. Ihre Pornokarriere begann sie über dort geknüpfte Kontakte 1994. 1996 spielte sie die Hauptrolle im Werk Flesh von Gregory Dark. Sie ist in mehreren Produktionen der Produktionsgesellschaft Metro zu sehen (in den Jahren 2000 bis 2002). Von 1997 bis 2005 nahm Ann aufgrund der allgemein vorherrschenden Angst vor einer HIV-Infektion in der Pornoindustrie eine Auszeit. Für ihr Comeback in die Pornobranche als 34-Jährige im Jahr 2006 wurde sie mehrfach ausgezeichnet. Ann gilt seitdem als typische Darstellerin in Filmen des MILF-Genres; allein im Jahr 2006 drehte sie acht Filme in diesem Genre.
Im November 2006 wurde berichtet, dass Ann nach ihrem Comeback die Agentur Clear Talent Management mit Sitz in Encino, Los Angeles, gegründet habe, da sie aufgrund des sich verändernden Geschäfts Bedarf für eine Agentur gesehen habe, die sich in ihren Dienstleistungen für Darstellerinnen, Produzenten, Regisseure und Fotografen von anderen Agenturen unterscheidet. Im Juni 2007 benannte sie ihre Agentur in Lisa Ann’s Talent Management um, um ihren eigenen Bekanntheitsgrad besser für die Geschäfte der Agentur zu nutzen. Die Agentur repräsentierte mehr als 50 Darstellerinnen, unter anderem Devon Lee, Gwen Diamond, Katrina Angel, Roxy Jezel, TJ Hart, Monica Mayhem und Nina Hartley. Im Dezember 2007 schloss sich die im November 2005 gegründete Agentur Lighthouse Talent von Seymore Butts mit Lisa Ann’s Talent Management zusammen. Dadurch gehören nun auch Jada Fire, Alana Evans, Kapri Styles, Luscious Lopez, Darryl Hannah, Angelica Sin und Sunny Lane zu den von ihr vertretenen Darstellerinnen.
Im Oktober 2008 veröffentlichte das Pornofilmstudio Hustler von Larry Flynt eine Parodie auf die US-Vizepräsidentschaftskandidatin Sarah Palin mit dem Titel Who’s Nailin’ Paylin? Das Video ist als Satire auf die Politik in den USA gemeint. Ann übernahm die Hauptrolle als „Serra Paylin“. Im Musikvideo zu We Made You von US-Rapper Eminem spielt sie ebenfalls diese Rolle. Insgesamt folgten fünf Fortsetzungen der erfolgreichen Paylin-Reihe. Weiterhin spielte sie in einer Pornoparodie von 30 Rock eine Rolle, die der Serienrolle von Tina Fey entsprach. Damit war sie nicht nur die Pornoparodie von Sarah Palin, sondern auch die Pornoparodie einer Schauspielerin, die Sarah Palin bei Saturday Night Live parodierte. Wie sie selbst häufiger angibt, hat sich ihr Bekanntheitsgrad durch die populäre Rolle stark gesteigert.
Im Laufe der folgenden Jahre entwickelte sich Ann zur weltweit meistgesuchten Darstellerin in Pornoportalen und wurde als „Berühmteste Pornodarstellerin der Welt“ bezeichnet. 2014 beendete Ann mit 42 Jahren ihre Karriere vor der Kamera und widmete sich öffentlichkeitswirksam Fantasy Football. Im Januar 2018 kündigte sie ihre Rückkehr als Pornodarstellerin an.

## Auszeichnungen und Nominierungen
- 2007: XRCO Award: „Best Cumback“

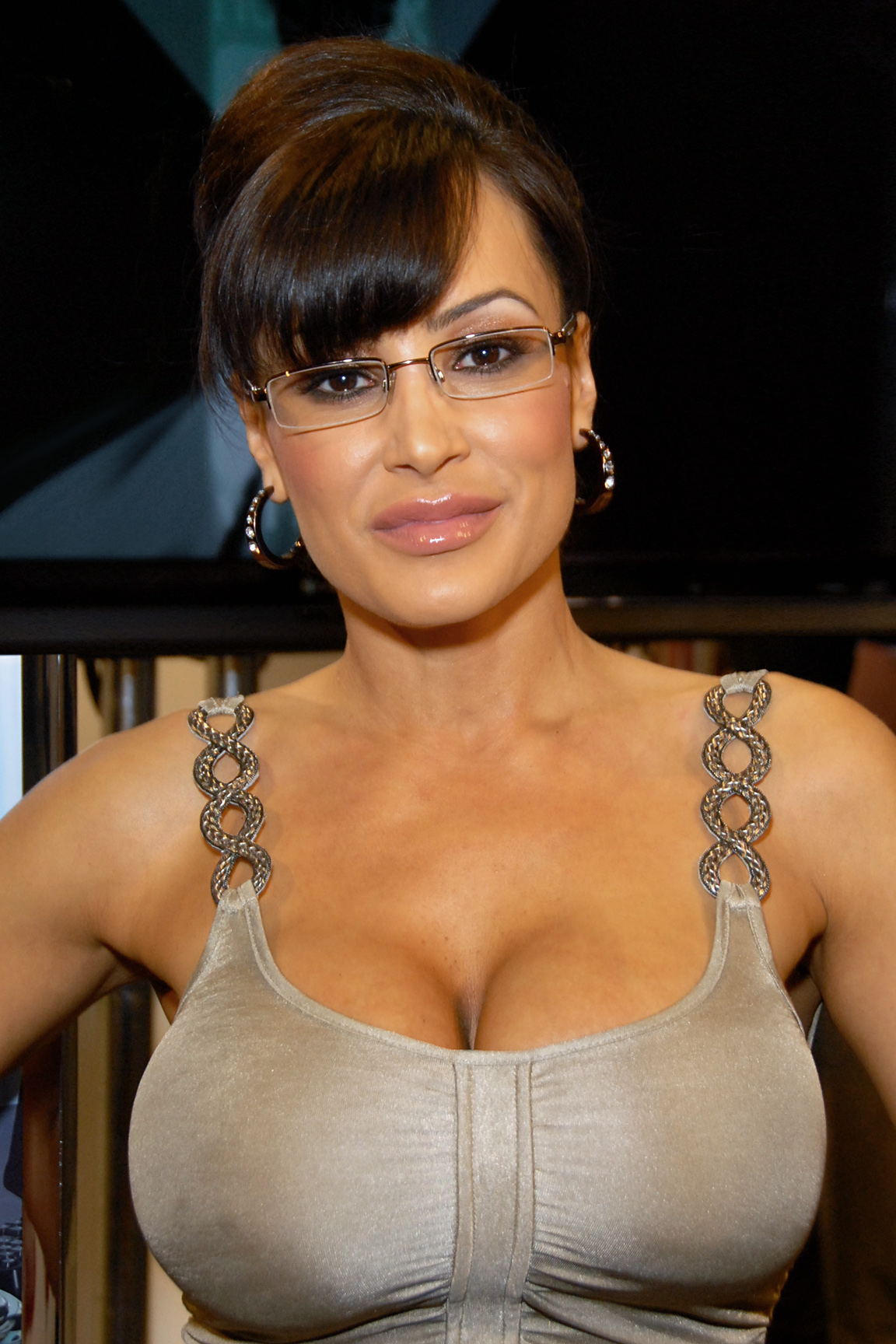
Ann als „Serra Paylin“ (2010)

- 2007: XRCO Award, nominiert in der Kategorie „MILF of the Year“
- 2007: Adam Film World Guide Award: „Porn Cumback of the Year“
- 2009: AVN Award: „MILF/Cougar Performer of the Year“[14]
- 2009: Aufnahme in die AVN Hall of Fame
- 2009: AEBN VOD Award: „Performer of the Year“[15]
- 2010: XRCO Award: „MILF of the Year“
- 2010: F.A.M.E. Award: „Favorite MILF“
- 2010: XFANZ Award: „MILF of the Year“[16]
- 2010: Exotic Dancer Award: „Adult Movie Entertainer of the Year“
- 2011: XBIZ Award: „MILF Performer of the Year“
- 2011: Urban X Award: „Best MILF Performer“
- 2011: Aufnahme in die Urban X Award Hall of Fame
- 2011: AEBN VOD Award: „Performer of the Year“[15]
- 2012: Urban X Award: „MILF Performer of the Year“
- 2012: NightMoves Award: „Best MILF Performer (Fan’s Choice)“
- 2012: NightMoves Award: „Best Individual Website (Fan’s Choice)“ für TheLisaAnn.com
- 2012: XBIZ Award: „Adult Star Branded Pleasure Product of the Year“ – Fleshlight Girls: Lisa Ann
- 2013: Aufnahme in die XRCO Hall of Fame[17]
- 2013: NightMoves Award: „Social Media Star (Editor’s Choice)“
- 2014: AVN Award: „Hottest MILF (Fan Award)“
- 2014: Nightmoves Award: „Best Cougar/MILF Performer (Fan’s Choice)“
- 2016: XBIZ Award: „Crossover Star of the Year“

## Filmografie (Auswahl)
- 2006: Momma Knows Best 1
- 2006: Ripe & Ready MILFs
- 2006: Diary of a Milf 4
- 2006: Mother Load
- 2006: Neighbour Affair
- 2006: Who's Your Momma?
- 2006: Housewife 1 on 1 3
- 2006: Desperate Mothers & Wives 4
- 2008: Seasoned Players 4
- 2008: It’s a Mommy Thing! 3
- 2008: Come To Momma 2
- 2008–2009: MILFs Like It Big 1, 3, 5
- 2008: Who’s Nailin’ Paylin?
- 2008–2018: My Friend’s Hot Mom 15, 38, 62
- 2008: Oil Overload 2
- 2009: Lisa Ann’s Hung XXX
- 2009: Lisa Ann’s Base Loaded
- 2009: White Mommas 1
- 2009: Seasoned Players 11
- 2009: Boob Bangers 6
- 2009: Ass Worship 11
- 2009: Mommy Got Boobs 5, 9, 10
- 2009: 30 Rock: A XXX Parody
- 2010: Fly Girls
- 2010: Bra Busters 1
- 2010: Dirty Rotten Mother Fuckers 4
- 2011: Cruel Milf
- 2011: Gangbanged 1
- 2011: Big Tits at School 12
- 2011: Starstruck 2
- 2012: Big Wet Tits 11
- 2013: Seduced By a Cougar 25
- 2013: Pure MILF 2
- 2013: Big Tit Centerfolds
- 2013: POV Jugg Fuckers 5
- 2014: Cougar Coochie 7
- 2017: After Porn Ends 2
- 2018: Cum on Mommy's Tits